# Park Narodowy Isle Royale
Park Narodowy Isle Royale (ang. Isle Royale National Park) – park narodowy w stanie Michigan w Stanach Zjednoczonych, obejmujący położoną na Jeziorze Górnym wyspę Isle Royale oraz okoliczne mniejsze wysepki. Park został ustanowiony 3 kwietnia 1940 r., a następnie objęty dodatkową ochroną jako wilderness area (zakaz używania samochodów i prowadzenia działalności innej niż naukowa i turystyczna) w 1976. W 1980 r. ogłoszony międzynarodowym rezerwatem biosfery.
W przeszłości wyspa była eksploatowana dla celów rybołówstwa, zbieractwa soku klonowego, a w XIX w. także przemysłowego wydobycia rud miedzi. Z czasem wyspa została opuszczona przez ludzi.
W latach 20. XX w. na wyspę dostały się łosie. Niezagrożone przez drapieżniki zaczęły się rozmnażać do tego stopnia, że po pewnym czasie ich liczba osiągnęła 3 tys. sztuk. Dla tak wielkiej populacji na wyspie zaczęło brakować żywności. Niedożywione łosie zaczęły zapadać na różne choroby, które szybko się rozprzestrzeniały w gęstej populacji. Sytuacja zmieniła się radykalnie, gdy podczas którejś z ostrych zim po skutej lodem powierzchni jeziora na wyspę przedostała się wataha wilków. Drapieżniki rozpoczęły redukcję nadmiernie rozmnożonych łosi, eliminując w pierwszej kolejności osobniki najsłabsze. Jednocześnie, w sytuacji obfitości pokarmu, szybko rozmnażać zaczęły się i same wilki. Od 1958 r. te interesujące relacje między gatunkiem drapieżnym a jego ofiarami w zamkniętym, ograniczonym środowisku stały się tu przedmiotem badań naukowych. M. in. potwierdzona została kluczowa rola wilka w zakresie utrzymania w dobrej kondycji populacji zwierzyny płowej: spośród 48 łosi zabitych przez wilki na wyspie i zbadanych później przez biologów, u 45 stwierdzono różne zmiany chorobowe.
Po latach na wyspie ustaliła się równowaga między obydwoma gatunkami. Obecnie żyje tu około 20–25 wilków  i licząca 1000 osobników populacja łosi. Dla ochrony populacji wilków przed zarażeniem chorobami psiego pochodzenia wydano całkowity zakaz wprowadzania psów na teren parku.
Dostęp do parku zapewniają promy oraz wodnosamoloty, kursujące z Grand Portage, Houghton i Copper Harbor oraz z kanadyjskiego Thunder Bay. Najczęściej są to jednodniowe wycieczki, chociaż na terenie parku wyznaczono pewną liczbę pól biwakowych. Na terenie wyspy wytrasowanych zostało również kilka szlaków turystycznych, m.in. Greenstone Ridge Trail (najdłuższy), Indian Portage Trail, Daisy Farm Trail, Minong Ridge Trail, East Huginnin Cove Trail.